# Esqui cross-country nos Jogos Olímpicos de Inverno de 2006 - Revezamento 4x10 km masculino
A competição do revezamento 4x10 km masculino do esqui cross-country nos Jogos Olímpicos de Inverno de 2006 aconteceu no dia 19 de fevereiro.

## Medalhistas
|  | ITA Itália                                                           |  | GER Alemanha                                                    |  | SWE Suécia                                                     |
|  | Fulvio Valbusa Giorgio di Centa Pietro Piller Cottrer Cristian Zorzi |  | Andreas Schlütter Jens Filbrich René Sommerfeldt Tobias Angerer |  | Mats Larsson Johan Olsson Anders Södergren Mathias Fredriksson |

## Resultados
| #  | País                | Tempo     | Dif.      | Nº | Clássico 1           | Clássico 1 | Clássico 1 | Clássico 2          | Clássico 2 | Clássico 2 | Livre 1               | Livre 1 | Livre 1 | Livre 2             | Livre 2  | Livre 2 |
| #  | País                | Tempo     | Dif.      | Nº | Nome                 | Tempo      | Dif.       | Nome                | Tempo      | Dif.       | Nome                  | Tempo   | Dif.    | Nome                | Tempo    | Dif.    |
| -- | ------------------- | --------- | --------- | -- | -------------------- | ---------- | ---------- | ------------------- | ---------- | ---------- | --------------------- | ------- | ------- | ------------------- | -------- | ------- |
|    | ITA Itália          | 1:43:45.7 |           | 4  | Fulvio Valbusa       | 25:54.0    | 5          | Giorgio di Centa    | 26:50.6    | 7          | Pietro Piller Cottrer | 24:59.1 | 1       | Cristian Zorzi      | 26:02.0  | 3       |
|    | GER Alemanha        | 1:44:01.4 | +15.7s    | 2  | Andreas Schluetter   | 25:53.9    | 4          | Jens Filbrich       | 26:50.2    | 5          | Rene Sommerfeldt      | 25:18.9 | 3       | Tobias Angerer      | 25:58.4  | 2       |
|    | SWE Suécia          | 1:44:01.7 | +16.0s    | 7  | Mats Larsson         | 25:53.4    | 3          | Johan Olsson        | 26:55.4    | 9          | Anders Soedergren     | 25:00.5 | 2       | Mathias Fredriksson | 26:12.4  | 4       |
| 4  | FRA França          | 1:44:22.8 | +37.1s    | 6  | Christophe Perrillat | 26:05.4    | 12         | Alexandre Rousselet | 26:46.2    | 4          | Emmanuel Jonnier      | 25:47.1 | 8       | Vincent Vittoz      | 25:44.1  | 1       |
| 5  | NOR Noruega         | 1:44:56.3 | +1:10.6   | 1  | Jens Arne Svartedal  | 25:53.0    | 2          | Odd Bjorn Hjelmeset | 26:50.8    | 8          | Frode Estil           | 25:42.8 | 6       | Tore Ruud Hofstad   | 26:29.7  | 7       |
| 6  | RUS Rússia          | 1:45:09.9 | +1:24.2   | 3  | Serguei Novikov      | 26:03.7    | 11         | Vassili Rotchev     | 26:39.8    | 1          | Ivan Alypov           | 25:58.2 | 10      | Eugeni Dementiev    | 26:28.2  | 6       |
| 7  | SUI Suíça           | 1:45:10.9 | +1:25.2   | 15 | Reto Burgermeister   | 26:02.0    | 8          | Christian Stebler   | 26:50.2    | 5          | Toni Livers           | 25:46.4 | 7       | Remo Fischer        | 26:32.3  | 8       |
| 8  | EST Estônia         | 1:45:23.8 | +1:38.1   | 9  | Aivar Rehemaa        | 26:45.7    | 14         | Andrus Veerpalu     | 26:39.9    | 2          | Jaak Mae              | 25:32.0 | 5       | Kaspar Kokk         | 26:26.2  | 5       |
| 9  | CZE República Checa | 1:46:03.3 | +2:17.6   | 8  | Martin Koukal        | 26:01.6    | 7          | Lukas Bauer         | 26:41.3    | 3          | Jiri Magal            | 25:19.6 | 4       | Dusan Kozisek       | 28:00.8  | 12      |
| 10 | FIN Finlândia       | 1:46:36.1 | +2:50.4   | 12 | Sami Jauhojarvi      | 25:56.1    | 6          | Tero Similae        | 27:28.9    | 10         | Olli Ohtonen          | 25:53.4 | 9       | Teemu Kattilakoski  | 27:17.7  | 10      |
| 11 | CAN Canadá          | 1:48:15.9 | +4:30.2   | 13 | Devon Kershaw        | 25:52.3    | 1          | Sean Crooks         | 29:30.6    | 16         | Chris Jeffries        | 26:02.3 | 11      | George Grey         | 26:50.7  | 9       |
| 12 | USA Estados Unidos  | 1:48:44.2 | +4:58.5   | 11 | Kris Freeman         | 26:03.1    | 9          | Lars Flora          | 28:27.8    | 13         | Andrew Johnson        | 26:44.1 | 15      | Carl Swenson        | 27:29.2  | 11      |
| 13 | KAZ Cazaquistão     | 1:49:03.6 | +5:17.9   | 10 | Andrey Golovko       | 26:03.5    | 10         | Dmitrij Eremenko    | 27:48.5    | 11         | Maxim Odnodvortsev    | 26:18.9 | 12      | Yevgeniy Koschevoy  | 28:52.7  | 15      |
| 14 | UKR Ucrânia         | 1:50:01.9 | +6:16.2   | 14 | Roman Leybyuk        | 26:36.7    | 13         | Vladimir Olschanski | 28:32.5    | 14         | Olexandr Putsko       | 26:28.5 | 14      | Mikhail Gumenyak    | 28:24.2  | 14      |
| 15 | CHN China           | 1:50:40.5 | +6:54.8   | 16 | Wan Xia              | 27:27.9    | 15         | Geliang Li          | 28:46.3    | 15         | Chengye Zhang         | 26:23.6 | 13      | Qiung Zhang         | 28:02.7  | 13      |
| 16 | AUT Áustria         |           | + 1 volta | 5  | Martin Tauber        | 28:07.5    | 16         | Juergen Pinter      | 27:59.5    | 12         | Roland Diethart       | 26:58.2 | 16      | Johannes Eder       | +1 volta |         |

Legenda
| Recorde mundial      | Recorde mundial (World record)               |                       | Recorde africano                      | Recorde africano (African) |                                           | Q | Classificado por posição (Qualified) |
| Recorde olímpico     | Recorde olímpico (Olympic record)            | Recorde da América    | Recorde da América (Americas)         | q                          | Classificado por melhor tempo (Qualified) |   |                                      |
| Melhor marca do ano  | Melhor marca do ano (World leading)          | Recorde asiático      | Recorde asiático (Asian)              | DNS                        | Não largou (Did not start)                |   |                                      |
| Recorde nacional     | Recorde nacional (National record)           | Recorde europeu       | Recorde europeu (European)            | DNF                        | Não terminou (Did not finish)             |   |                                      |
| Recorde pessoal      | Recorde pessoal do atleta (Personal best)    | Recorde da Oceania    | Recorde da Oceania (Oceania)          | DSQ / DQ                   | Desclassificado (Disqualified)            |   |                                      |
| Recorde da temporada | Recorde da temporada do atleta (Season best) | Recorde sul-americano | Recorde sul-americano (South America) | NM                         | Sem marca (No mark)                       |   |                                      |